# Legittimo Brigantaggio
I Legittimo Brigantaggio sono un gruppo musicale di ispirazione folk rock di Priverno in provincia di Latina.

## Storia del gruppo
Fin dal loro primo EP autoprodotto, Quando le lancette danzeranno all'incontrario, i Legittimo Brigantaggio si radicano facilmente in tutto il basso Lazio, diffondendo con la loro musica la cultura della zona Lepina; non passa molto tempo dal loro imbarcarsi per diverse tournée per l'Italia.
Il loro primo tributo artistico ai briganti lepini lo si riscontra nella loro partecipazione al festival di Frosinone Le vie dei Canti.
Nell'autunno del 2004 iniziano le registrazioni del primo CD, dal titolo Senza troppi preamboli... (Blond records), che si concludono nella primavera del 2006. Il disco ospita voci che hanno fatto la storia della musica etno folk rock italiana negli ultimi 30 anni: da Marino Severini dei Gang a Roberto Billi e Stefano Fiori de I ratti della Sabina fino a Sebastiano "Miciariello" Ciccarelli del Gruppo Operaio di Pomigliano d'Arco "E' Zezi" ed a Enrico Capuano.
Nel 2007 partecipano al concorso "Primo maggio tutto l'anno" arrivando tra le band finaliste e partecipando quindi con un brano alla compilation relativa al concorso..
Il 2 maggio 2009 esce il loro terzo album: Il cielo degli esclusi prodotto dalla Cinico Disincanto. Il singolo Mi lamento entra nella classifica delle radio indipendenti raggiungendo il 2º posto. L'album ospita Paolo Enrico Archetti Maestri della band piemontese Yo Yo Mundi, Sergio Serio Maglietta dei Bisca, Betty Vezzani dei Modena City Ramblers e tanti altri.
Il brano Il Gioco del Mondo vince il Premio della Critica al Concorso Voci per la Libertà - Una Canzone per Amnesty. Finirà poi nella compilation Voci per la Libertà – Una Canzone per Amnesty dello stesso anno
Nel febbraio 2010 Il Cielo degli Esclusi è nominato disco della settimana dalla trasmissione Caterpillar di Rai Radio 2 e nello stesso mese la canzone “Mi Lamento” conquista la seconda posizione (primi Il Teatro degli Orrori) all’INDIE MUSIC LIKE, la classifica delle web radio e delle radio locali curata dal MEI, il Meeting degli Indipendenti.
Nell'aprile 2010 esce il videoclip ufficiale del brano Mi lamento, prodotto da Pierantonio Palluzzi per la regia di Alessandro Guida.
Nel febbraio 2011 esce il primo romanzo del cantante Gaetano Lestingi dal titolo La polvere prima del vento edito dalla casa editrice Lampi di stampa.
Il 2 settembre 2011 esce il loro quarto album: Liberamente tratto... prodotto dalla Cinico Disincanto e distribuito da Audioglobe e i relativi videoclip La lettera viola per la regia di Giuseppe Lombardi (settembre 2011) e Tempo di uccidere per la regia di Emiliano Locatelli (novembre 2011).
Il 4 febbraio 2014 esce Pensieri Sporchi (Cinico Disincanto/Altipiani/Audioglobe), il nuovo album di inediti: tra i featuring il performer Antonio Rezza e Andrea Satta dei Têtes de Bois

## Formazione

### Formazione attuale
- Gaetano Lestingi: voce e chitarra;
- Pino Lestingi: chitarre elettriche;
- Domenico Cicala: basso;
- Davide "Zazzi" Rossi: Fisarmonica.
- Ilario Parascandolo: batteria.

### Ex componenti
- Andrea Ruggiero - violino, cori;
- Simone Sabatino - chitarre elettriche.

## Discografia
- 2003 – Quando le lancette danzeranno all'incontrario
- 2006 – Senza troppi preamboli...
- 2009 – Il cielo degli esclusi
- 2011 – Liberamente tratto...
- 2014 – Pensieri sporchi

### Partecipazioni
- 2007 – Primo maggio tutto l'anno
- 2009 - Liberalarte!3
- 2009 – Dal Profondo
- 2010 – Voci Per La Libertà 2009